# 魔界王子 devils and realist
『魔界王子 devils and realist』（まかいおうじ デビルズ・アンド・リアリスト）は、高殿円：原作、雪広うたこ：作画による日本の漫画作品。『コミックZERO-SUM』（一迅社）にて2009年12月号から2018年4月号まで連載された。話数のカウント方法は「第○柱」。2012年12月にテレビアニメ化が発表され、2013年7月から9月まで放送された。2016年6月に舞台化が決定、また2017年11月にも舞台の続編が決定した。

## ストーリー
時は19世紀末のイギリス。貴族の子息・ウイリアムは後見人である叔父が事業に失敗したことから、財産を失ってしまう。「学費未納で退学」という最悪の事態を防ぐため、金目の物を探しに屋敷の地下室に入ると、そこには魔法陣があった。そこで彼は意図しないうちに悪魔・ダンタリオンを召喚してしまう。ダンタリオンはウイリアムに言う。「おまえはソロモン王の血を引く選定公であり、魔界の代理王を選ぶ権利がある」と。「代理王候補」を名乗るダンタリオン、そして同じく候補のシトリー、カミオが現れ、ウイリアムと悪魔達の騒がしい日常がこうして始まった。

## 登場人物
※「声」は、テレビアニメ・ドラマCDのもの。また「演」はミュージカルの配役。

### 主人公と代理王候補
ウイリアム・トワイニング
声 - 江口拓也 / 演 - 石渡真修
主人公。パブリックスクール「ストラトフォード校」に通う、イギリス王室より歴史のある名門貴族の子息。既に両親は亡くなっており、後見人の叔父の事業の失敗で無一文になってしまった。屋敷の地下室で悪魔のダンタリオンを召喚。その邂逅により「己がソロモン王の末裔で魔界の代理王を選ぶ権限がある」と知らされるが本人は全否定。寄宿舎「ヤコブ寮」のミドルクラスの監督生（寮兄的存在）を務める。
頭脳明晰だが自信過剰なところがあり、もっぱら将来のために自身の評価を上げることに執着している。原子論を唱えたジョン・ドルトンを尊敬するなど「全ては科学で説明できる」と信じてやまない超リアリスト（自称）で、代理王候補たちを前にしても悪魔の存在を否定している。
ダンタリオン・ヒューバー
声 - 寺島拓篤 / 演 - 鮎川太陽
ウイリアムに召喚された悪魔（元・人間のネフィリム）で代理王候補。ソロモン72柱の序列71位で、魔界36軍団を率いる「異相の大公爵」。気高い性格の「オレ様キャラ」だが、王の選定のこともありウイリアムには全く頭があがらない。代理王選定まで人間界に居座ることにした彼はウイリアムの同級生として振舞うことにし、何かしらの方法でウイリアムの学費を立て替えたために退学は免れることができた。根は熱血キャラなので、特にラグビーやボート競技などの団体スポーツにおいてはクラスメイトの信頼も厚い。
ソロモンとは長い付き合いであるにもかかわらず彼の望みが分からないと言う。ソロモンの首を絞め殺したらしいが理由は未だに分からない。魔王猊下に命令されたか、自分の意志で行ったかはどうかは定かではない。
シトリー・カートライト
声 - 松岡禎丞 / 演 - 河原田巧也(初演)、櫻井圭登（2作目)
2人目の代理王候補。ソロモン72柱の序列12位で、60の軍団を指揮する「地獄の貴公子」。爵位は子爵。アイザックが興味本位で行なった降霊術により人間界に召喚される。ダンタリオンのライバル的存在。女性と見紛う程の美しい容姿を持つが、実際の性別は男。公式ファンブックの「スイーツ男子」の文字から分かった。ウイリアムのスクールの後輩となって「叔父があなたのパトロンになりたい」と近づく。公式ファンブックの文字の通り大のスイーツ好きで、スクールではお姫様扱いされる。
叔父上のバアルベリトに堕とされたらしいが詳細は未だに分からない。堕天した結果愛する母親と離れ離れになったため、母親のいる天界に未練を持っている。ソロモンを大切に思っており、彼の末裔であるウイリアムを守ると誓う。ダンタリオンがソロモンを殺したという噂を聞き信じられなかったが、真実を確かめるため彼に戦いを挑む。噂が本当だと分かり、ダンタリオンがウイリアムの傍にいるのは、もし彼にソロモンの頃の記憶が戻ったらそれを隠蔽するためウイリアムを殺したいからだと仮説を立てる。
公式ファンブックによると身長は165cm。ひとつだけなんでも願いが叶うとしたら、身長を伸ばしたいらしい。
カミオ（人間名：ネイサン・キャクストン）
声 - 柿原徹也 / 演 - 米原幸佑
3人目の代理王候補。ソロモン72柱の序列53位で、30の軍団を率いる「地獄の大総裁」。悪魔と人間のハーフ「半魔」。ルシファーの落とし子。スクールでは学生総代というエリートでウイリアムも一目置く存在であったが、自身の正体をダンタリオンに見破られる。常にクール。恋人のマリアのことでは取り乱す。

### 主人公の周囲の人物
ウリエル（人間名：ケヴィン・セシル）
声 - 福山潤 / 演 - 法月康平(初演)、田村良太(2作目)
トワイニング家の家令（ハウス・スチュワード）。ウイリアムに対する忠誠心は高く、身寄りの少ないウイリアムにとっても兄の様な存在である。彼がスクールの寄宿舎暮らしを始めてからは屋敷の留守を預かりつつ失踪した彼の叔父の行方を追っていたが、後に牧師としてスクールに赴任する。スクールではウイリアムに対してそれまでの従順な姿勢から一転して他人行儀な態度を取るようになり、ウイリアムにとってはそれがあまり面白くない様子であったが、これはギャンブル依存症である自身の賭けの対象であったためで本心ではなかった。このことがバレると元に戻っている。
屋敷で見つけた、ウイリアムが選定公である証の「ソロモンの指輪」を持ち出している。
アイザック・モートン
声 - 高城元気 / 演 - 小西成弥
ウイリアムの友人。彼とは逆に、大のオカルト好き。実家は貿易商を営み、紅茶や香辛料をインドやセイロンから輸入して財を成した。このため、紅茶葉には詳しい。
マイクロフト・スワロー
声 - 小野友樹
ウイリアムの学友。彼と同じく、監督生を務める。優しく気遣いがあり、数多くの後輩からとても慕われている。
父（声 - 松本大）は東方陸軍大佐で男爵。息子も王立陸軍士官学校に入れようとしているが、本人は政治家を志望しているために乗り気ではない。また、母親（声 - 五十嵐麗）も登場している。
アーネスト・クロスビー
声 - 興津和幸/ 演 - 松本祐一
スクールの牧師。イギリス国教会に属する。
その正体は同教会治安維持局所属の祓魔師。ウイリアムと悪魔達を倒そうとしたが返り討ちに逢う。彼の後任牧師がケヴィンであった。
マリア・モリンズ
声 - 篠原恵美（幼少時 - 赤﨑千夏）
ウイリアム達が暮らすヤコブ寮の寮母。寮生達からは「ミス・モリンズ」と呼ばれる。若い頃、カミオと恋仲にあった。今は肺を患い家で安静にしている。カミオが遊びに行くこともある。アニメでは父親（声 - 佐々健太）が登場している。

### 魔界・天界の人物
ミカエル（人間名：エリオット・イーデン）
声 - 神谷浩史/ 演 - 山中健太
魔界王ルシファーの弟の天使にして、ケヴィンの上司。ルシファーが長い眠りについている間、魔界を治めるのが「代理王」である。
周囲の人物の記憶を改ざんした上でウイリアムの同級生に扮し、彼に近づく。
ケヴィン（ウリエル）に「ウイリアムに法悦を与えろ」と命令する。長い間眠っておらず弱り切っている。
ラグエル
声 - 三宅淳一
天使。ウリエル（ケヴィン）が御前天使の座を降ろされた現在もウリエルに仕え続ける大のウリエル信奉者。上司であるウリエルの命によりスワロー男爵邸で執事を務め、スワロー男爵と契約していたエリュゴスを祓った。敬愛するウリエルのために、早くソロモンの魂を回収すべきだと主張する。そのためにはウイリアムを殺す事も止むを得ないと思っている。
身長176cm。好きな食べ物はバナナ。嫌いな食べ物は牡蠣。細かく日記をつけることを得意としている。苦手な物は、ウリエルに勧められやってみたもののあまり好きになれなかったギャンブル。
アニメ第9柱ではジル・ド・レイと戦う。
ウリエルに対し「貴方様のためなら何でも致します」と言う一方で、泣き落としには乗らない厳しい面もある。
ソロモン
声 - 斎賀みつき
ウイリアムの前世とされる、古代イスラエル王。父親であるダビデ王に忌み嫌われている。数多くの悪魔を捕まえソロモン72柱を作った。
バフォメット
声 - 安元洋貴/ 演 - KEN
ダンタリオンに仕える、黒山羊姿の執事。料理が得意。
レオナール
声 - 小野賢章/ 演 - 逢沢優
シトリーに使える、羊姿の執事。
アモン
声 - 山本和臣
ダンタリオンに仕える黒いコウモリ姿の使い魔。その姿は悪魔とウイリアム以外見えない。
マモン
声 - 鈴木裕斗
アモンと同じく、白いコウモリ姿の使い魔。学園際の時にはアモンと共に少年の姿に化けて、ダンタリオンがウエイターを務めるカフェを訪れた。
ジル・ド・レイ
声 - 鳥海浩輔 / 演 - 碕理人
ネフィリム。バアルベリトの配下で、ダンタリオンを付け狙う。オネエ言葉を使う、狂気じみた性格。人間であった頃はジャンヌ・ダルクに仕えていた。その後ミカエルに法悦を与えられ意思のない人形になったところを目撃した。
アシュタロス
声 - 國立幸
魔界を統率する「四大四方王」のひとり・南方大侯爵で序列29位。ネフィリム派を率いる。代理王候補者にダンタリオンを立てる。
ラミア
声 - 三上枝織
アシュタロスとベルゼビュートとの間に生まれた純粋な悪魔で、序列77位の公主。その姿は幼女で、ダンタリオンのことを「ダーリン」と呼んで好意を抱いている。
バアルベリト
声 - 藤原啓治/ 演 - 遠藤誠
西方大公爵で序列28位。反ネフィリム派のリーダー。代理王候補者にシトリーを立てる。
ベルゼビュート
声 - 立花慎之介
北方大侯爵。代理王候補者にカミオを立てる。
エリュゴス
声 - 小林ゆう
序列15位の悪魔。今はベルゼビュートの配下となっている。事故死したスワローの父の身体を乗っ取り、生きているように見せかけてウイリアムに近づく。
サマエル
声 - 石田彰
東方大侯爵で宮宰。代理王候補者を出すかどうかなどの態度を明らかにしていない。
ジャンヌ・ダルク
声 - 藤田咲
ミカエルの命を受け、魔界侵攻の尖兵として代理王たちにはだかる。

### テレビアニメおよびゲームオリジナルのキャラクター
ラシルド
声 - 細谷佳正
エジプト外交官の息子で、ウイリアムのパブリックスクールに編入してくる。
ヘイダル
声 - 杉田智和
ラシルドの兄。なおこの兄弟はアニメではモブキャラとして登場している。
ロールストン
声 - 広瀬武央
ストラトフォード校長
声 - 小田柿悠太

## 書誌情報

### 単行本
- 高殿円（原作）・雪広うたこ（作画） 『魔界王子 devils and realist』 一迅社〈ZERO-SUMコミックス〉、全15巻
  1. 2010年5月25日発売 ISBN 978-4-7580-5508-6
  2. 2010年11月25日発売 ISBN 978-4-7580-5556-7
  3. 2011年5月25日発売 ISBN 978-4-7580-5605-2
  4. 2011年12月24日発売 ISBN 978-4-7580-5672-4
  5. 2012年6月25日発売 ISBN 978-4-7580-5718-9
  6. 2012年12月25日発売 ISBN 978-4-7580-5774-5
  7. 2013年6月25日発売 ISBN 978-4-7580-5826-1 同・限定版（小冊子付）2013年6月25日発売 ISBN 978-4-7580-5827-8
  8. 2013年12月25日発売 ISBN 978-4-7580-5869-8 同・限定版（小冊子付）2013年12月25日発売 ISBN 978-4-7580-5868-1
  9. 2014年6月25日発売 ISBN 978-4-7580-5917-6 同・限定版（小冊子付）2014年6月25日発売 ISBN 978-4-7580-5918-3
  10. 2014年12月25日発売 ISBN 978-4-7580-5974-9 同・限定版（ドラマCD付）2014年12月25日発売 ISBN 978-4-7580-5975-6
  11. 2015年7月25日発売 ISBN 978-4-7580-3077-9 同・限定版（小冊子付）2015年7月25日発売 ISBN 978-4-7580-3078-6
  12. 2016年1月25日発売 ISBN 978-4-7580-3147-9 同・限定版（小冊子付）2016年1月25日発売 ISBN 978-4-7580-3148-6
  13. 2016年10月25日発売 ISBN 978-4-7580-3235-3 同・限定版（小冊子付）2016年10月25日発売 ISBN 978-4-7580-3236-0
  14. 2017年7月25日発売 ISBN 978-4-7580-3299-5 同・限定版（小冊子付）2017年7月25日発売 ISBN 978-4-7580-3300-8
  15. 2018年7月25日発売  ISBN 978-4-7580-3371-8 同・限定版（小冊子付）2018年7月25日発売 ISBN 978-4-7580-3372-5

### 関連書籍
- アニメ「魔界王子 devils and realist」イントロダクションガイド 一迅社 2013年7月6日発売 ISBN 978-4-7580-1332-1
- 雪広うたこアートワークス 魔界王子 devils and realist イラスト集 一迅社 2013年9月25日発売  ISBN 978-4-7580-5850-6
- 魔界王子 devils and realist 公式ファンブック 王子たちとのお茶会 一迅社 2013年9月25日発売　ISBN 978-4-7580-5855-1

## テレビアニメ
2013年7月から9月まで、テレビ東京ほかにて放送された。

### スタッフ
- 原作 - 高殿円・雪広うたこ/「月刊コミックZERO-SUM」一迅社刊
- 監督 - 今千秋
- シリーズ構成 - 横手美智子
- キャラクターデザイン - 貞方希久子
- プロップ・モンスターデザイン - 沖田博文
- 美術監督 - 岩瀬栄治
- 美術設定 - 高橋麻穂
- 色彩設計 - 石黒けい
- 撮影監督 - 江間常高
- 編集 - 西山茂
- 音響監督 - 高桑一
- 音楽 - 高木洋
- 音楽プロデューサー - 鎗水善史
- 音楽制作 - ポニーキャニオン
- プロデューサー - 川原陽子、君島彩子、大野亮介、清水美佳、高篠秀一
- アニメーションプロデューサー - 安里佳也
- アニメーション制作 - 動画工房
- 製作 - 代理王候補

### 主題歌
オープニングテーマ「Believe My Dice」
作詞 - hotaru / 作曲・編曲 - eba / 歌 - devils and realist［ウイリアム（江口拓也）、ダンタリオン（寺島拓篤）、シトリー（松岡禎丞）、カミオ（柿原徹也）］
エンディングテーマ「a shadow's love song」
作詞 - hotaru / 作曲・編曲 - eba / 歌 - devils and realist［ウイリアム（江口拓也）、ダンタリオン（寺島拓篤）、シトリー（松岡禎丞）、カミオ（柿原徹也）］

### 各話リスト
| 話数   | サブタイトル                        | 脚本       | 絵コンテ            | 演出       | 作画監督 | 総作画監督                   |
| ------ | ----------------------------------- | ---------- | ------------------- | ---------- | --- | ---------------------------- |
| 第1柱  | devil and realist                   | 横手美智子 | 今千秋              | 柳瀬雄之   | 曾我篤史、手島典子                                                                                                | 貞方希久子                   |
| 第2柱  | human and angel                     | 横手美智子 | 小滝礼              | 渡部周     | 市野まりあ、岡崎洋美 松下純子、重松しんいち                                                                       | 曾我篤史                     |
| 第3柱  | exorcist and ghost                  | 横手美智子 | 川瀬敏文            | 渡辺正彦   | 松下郁子、川島尚、大沢美奈                                                                                        | 貞方希久子                   |
| 第4柱  | an old love story                   | 今千秋     | 藤原良二            | 津田義三   | 佐々木一浩、臼田美夫                                                                                              | 曾我篤史                     |
| 第5柱  | mill and flour                      | 横手美智子 | 三原武憲            | 矢野孝典   | 相坂直樹、藤原利恵                                                                                                | 貞方希久子 曾我篤史          |
| 第6柱  | the one who scheme                  | 今千秋     | 小滝礼              | 柳瀬雄之   | 市原圭子、伊藤大翼、手島勇人                                                                                      | 曾我篤史                     |
| 第7柱  | party and battle                    | 横手美智子 | 深海曜              | 久保山英一 | 市野まりあ、永吉隆志、西山忍 清水勝祐、岡崎洋美、伊藤大翼 立口孝徳、久保茉莉子、貞方希久子                        | 曾我篤史                     |
| 第8柱  | pain and ecstasy                    | 横手美智子 | 奥村よしあき        | 石井和彦   | 向山祐治、池田広明、大沢美奈                                                                                      | 貞方希久子 矢向宏志 曾我篤史 |
| 第9柱  | vice and virginity                  | 横手美智子 | 室谷靖 今千秋       | 畠山茂樹   | 相坂直樹、藤原利恵 沖田博文（アクション）                                                                         | 曾我篤史 貞方希久子          |
| 第10柱 | Another Battle -as an intermission- | 今千秋     | 小滝礼              | 渡辺正彦   | 齋藤温子、高澤美佳                                                                                                | 曾我篤史 貞方希久子          |
| 第11柱 | king and ring                       | 横手美智子 | 奥村よしあき 今千秋 | 渡部周     | 市野まりあ、小畑賢 永吉隆志、岡崎洋美 西山忍・沖田博文（アクション） 矢向宏志（エフェクト）                       | 曾我篤史 貞方希久子          |
| 第12柱 | realist but romanticist             | 横手美智子 | 沖田宮奈            | 渡辺正彦   | 久保茉莉子、市原圭子、松下郁子 伊藤大翼、藤田正幸、手島勇人 池田広明、小松真梨子 吉原達矢・矢向宏志（エフェクト） | 貞方希久子                   |

### 放送局
| 放送地域   | 放送局             | 放送期間                | 放送日時           | 放送系列                                | 備考                                |
| ---------- | ------------------ | ----------------------- | ------------------ | --------------------------------------- | ----------------------------------- |
| 関東広域圏 | テレビ東京         | 2013年7月7日 - 9月22日  | 日曜 25:05 - 25:35 | テレビ東京系列                          |                                     |
| 日本全域   | AT-X               | 2013年7月8日 - 9月23日  | 月曜 20:30 - 21:00 | CS放送                                  | リピート放送あり                    |
| 日本全域   | ニコニコ生放送     | 2013年7月8日 - 9月23日  | 月曜 22:30 - 23:00 | ネット配信                              |                                     |
| 日本全域   | ニコニコチャンネル | 2013年7月8日 - 9月23日  | 月曜 23:00 更新    | ネット配信                              | 最新話1週間無料                     |
| 愛知県     | テレビ愛知         | 2013年7月8日 - 9月23日  | 月曜 27:05 - 27:35 | テレビ東京系列                          |                                     |
| 日本全域   | バンダイチャンネル | 2013年7月9日 - 9月24日  | 火曜 12:00 更新    | ネット配信                              |                                     |
| 韓国全域   | ANIPLUS            | 2013年7月12日 - 9月27日 | 金曜 24:00 - 24:30 | CS放送 IP放送 ケーブルテレビ ネット配信 | 15歳以上視聴可で放送 韓国語字幕あり |
| 大阪府     | テレビ大阪         | 2013年7月13日 - 9月28日 | 土曜 26:30 - 27:00 | テレビ東京系列                          |                                     |

### Blu-ray / DVD
| 巻 | 発売日         | 収録話          | 規格品番   | 規格品番   |
| 巻 | 発売日         | 収録話          | BD         | DVD        |
| -- | -------------- | --------------- | ---------- | ---------- |
| 1  | 2013年9月18日  | 第1話 - 第2話   | PCXG-50281 | PCBG-52261 |
| 2  | 2013年10月16日 | 第3話 - 第4話   | PCXG-50282 | PCBG-52262 |
| 3  | 2013年11月20日 | 第5話 - 第6話   | PCXG-50283 | PCBG-52263 |
| 4  | 2013年12月18日 | 第7話 - 第8話   | PCXG-50284 | PCBG-52264 |
| 5  | 2014年1月15日  | 第9話 - 第10話  | PCXG-50285 | PCBG-52265 |
| 6  | 2014年2月19日  | 第11話 - 第12話 | PCXG-50286 | PCBG-52266 |

この他、出演声優によるイベント「魔界王子Presents 魔宴：秋の大サバト コキュートスへようこそ!!」（2013年11月23日に中野サンプラザで開催）を収録したBD/DVDが2014年4月2日に発売された。

## ゲーム
『魔界王子 devils and realist 代理王の秘宝』
ニンテンドー3DS用ゲームソフトとして、バンダイナムコゲームスより2013年9月26日に発売。CEROレーティングはB（12歳以上対象）となる。

## ミュージカル
ミュージカル『魔界王子devils and realist』
2015年、月刊コミックZERO-SUM12月号にてミュージカル化が発表される。
演出は元吉庸泰（劇団エムキチビート）、脚本は伊勢直弘、制作はCLIEが担当する。
- 【日程】2016年6月1日 - 5日　
- 【劇場】全労済ホール／スペース・ゼロ

ミュージカル「『魔界王子 devils and realist』the Second spirit」
2017年、ミュージカル化第2弾が発表される。
引き続き演出は元吉庸泰（劇団エムキチビート）、脚本は伊勢直弘、制作はCLIEが担当する。
- 【日程】2017年11月4日 - 12日
- 【劇場】新宿FACE

### 出演者
特筆がなければ、初演と第2弾の共通キャスト。
- ウイリアム：石渡真修
- ダンタリオン：鮎川太陽
- ケヴィン：法月康平（初演）、田村良太（第2弾）
- アイザック：小西成弥（初演のみ）
- クロスビー牧師：松本祐一
- シトリー：河原田巧也（初演）、櫻井圭登（第2弾）
- ジル・ド・レイ：碕理人
- カミオ：米原幸佑
- バアルベリト：遠藤誠
- バフォメット：KEN
- ミカエル：山中健太（第2弾のみ）
- Clothemble（クロッサンブル）
  - 【初演】：大岩主弥、石丸隆義、梅津瑞樹、福井将太
  - 【第2弾】：梅津瑞樹、福井将太

### スタッフ
- 演出：元吉庸泰（劇団エムキチビート）
- 脚本：伊勢直弘
- 企画･制作：CLIE
- 製作：ストラドフォード校歌劇部